# Сільське кладовище (Шевченко)
Сільське кладовище — малюнок Шевченка з альбому 1845 року (аркуш 10). Акварель. На звороті начерк портрета.
В літературі зустрічається під назвою «Начатый пейзаж».